# William Pascoe

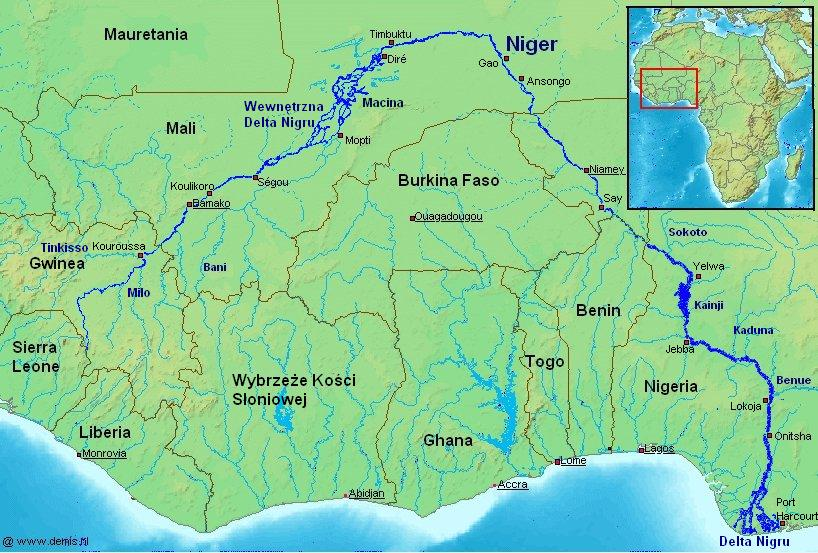
Rzeka Niger w Afryce; państwa i najważniejsze miasta

William Pascoe, właściwie Abu-Bakr Pasko (ur. ? zm. 1833) – afrykański przewodnik i tłumacz brytyjskich wypraw odkrywczych w głębi Czarnego Lądu.
Wywodził się z muzułmańskiego plemienia Hausa w północnej Nigerii. Jako młody człowiek został porwany przez handlarzy niewolników i sprzedany Portugalczykom w dzisiejszej Ghanie. Niewolniczy statek został jednak zaatakowany przez okręt Royal Navy, a niewolnicy uwolnieni. Abu-Bakr, który po tym wydarzeniu przybrał miano Williama Pascoe, przez jakiś czas służył na brytyjskim okręcie, ale w roku 1823 w Cape Coast zrezygnował, by przyłączyć się do włoskiego podróżnika Giovanniego Belzoniego poszukującego rzeki Niger.
Wkrótce potem Belzoni zmarł na szlaku, a Pascoe został zaangażowany jako przewodnik i tłumacz przez Anglika Hugh Clappertona na czas jego ekspedycji (wraz z Richardem Landerem), również zmierzającej do ustalenia rzeczywistego biegu Nigru. Obaj Brytyjczycy – wbrew powszechnej opinii ugruntowanej od czasów starożytnych – uważali, iż Niger nie jest dopływem Nilu, co zamierzali udowodnić.
Po wylądowaniu w pobliżu dzisiejszego Lagos w listopadzie 1825 roku członkowie ekspedycji ruszyli na północ, w kierunku ziem starożytnego królestwa Joruba. Maszerowali przez Benin, gdzie Pascoe dwukrotnie dezerterował, a raz został zwolniony (za każdym razem wracał) przez Clappertona. Gdy Clapperton zmarł w Sokoto w kwietniu 1827 roku, Lander – jedyny biały członek wyprawy, który przeżył trudy podróży – wrócił wraz z Pascoe na wybrzeże, skąd odpłynął do Anglii, podczas gdy Pascoe został w Cape Coast.
W 1832 roku  Lander wrócił nad dolny Niger, gdzie prowadził szereg karawan kupieckich przez cały następny rok na zlecenie spółki z Liverpoolu. Pascoe, który ponownie mu towarzyszył, zmarł w 1833 roku podczas jednej z wypraw prawdopodobnie otruty przez zawistnych współplemieńców.
William Pascoe oddał nieocenione usługi badaczom Afryki starającym się określić bieg Nigru i odnaleźć ujście tej wielkiej rzeki.